# Road Trip (låt)
Road Trip är en låt av det amerikanska komedibandet Ninja Sex Party som släpptes som deras elfte singel den 22 april 2015. Låten är med på deras tredje studioalbum Attitude City, den släppt 17 juli 2015.